# Коли Ісус принесе свинячі відбивні?
Коли Ісус принесе свинячі відбивні? (2004) — передостання книга Джорджа Карліна. Він придумав назву, тому що вона ображає всі три основні релігії (Християнство, Юдаїзм та Іслам). Книга спочатку не була продана в Wal-Mart, тому що на її обкладинці, на якій зображена «Таємна вечеря» Да Вінчі, був зображений Карлін, що сидить поруч із порожнім місцем Ісуса. Це четверта книга Карліна, попередніми були« Напалм і дурна замазка» (2001),« Мозковий послід» (1997) та« Іноді невелике пошкодження мозку може допомогти» (1984). За цим послідувала посмертна публікація у 2009 році його «автобіографії» Last Words.
Ця книга здебільшого написана в тому ж стилі, що й інші книги Карліна, але з деякими помітними тематичними відмінностями. Загалом, тон книги темніший і критичніший, ніж його попередні книги з точки зору погляду на політику та суспільство. Крім того, велика частина книги присвячена евфемізмам, як у рекламі, так і в політкоректній мові. Книга також містить велику частину стендап-матеріалу Карліна з усієї його кар’єри, взявши фрагменти з його останніх шоу, а також багатьох його ранніх виступів.
Версія аудіокниги Коли Ісус принесе свинячі відбивні?, яку читає Карлін, вийшла одночасно з книгою.

## Зовнішні посилання
- Офіційний сайт Джорджа Карліна